# 小行星9330
小行星9330是一颗围绕太阳公转的小行星。1990年3月3日，亨利·德波鸿诺在拉西拉天文台发现了此天体。
这颗小行星的绝对星等为117.7121461021108等。